# هزارچرخ

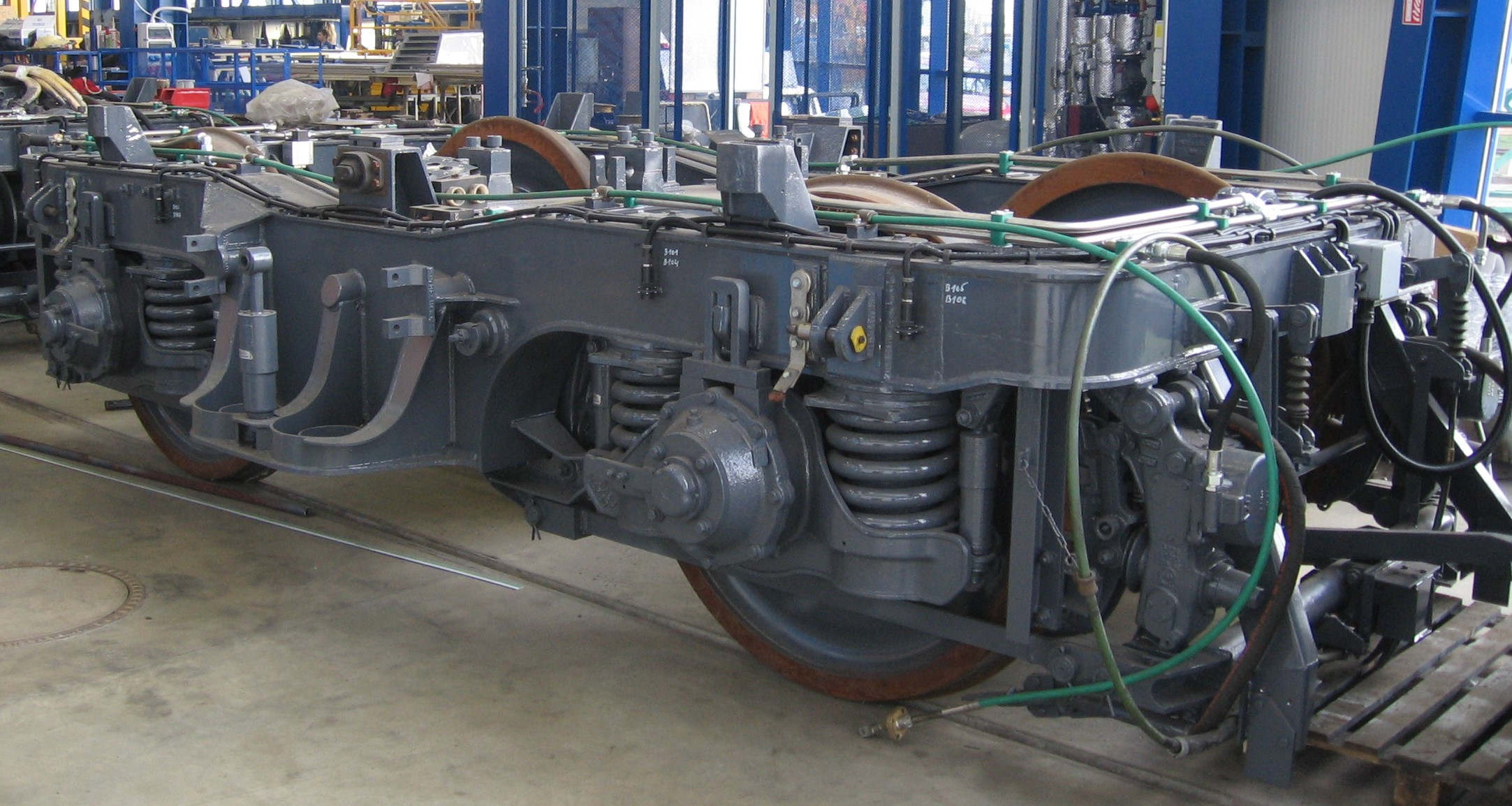
بوژی یک قطار

هزارچرخ یا بوژی (به فرانسوی: Bogie) یا ارابه واگن گونه‌ای شاسی است که حمل‌کننده محورها و چرخ‌های یک وسیله نقلیه، به‌ویژه قطار است. واژه بوژی در اصل یک کلمه فرانسوی است که در لغت به معنای محور است. بوژی به سامانه حرکتی (ناقله) واگن گفته می‌شود و متشکل از قاب (تیرهای طولی و عرضی)، مجموعه فنربندی (سامانه تعلیق)، مجموعه چرخ و محور، مجموعه ترمز و ادوات مربوطه می‌باشد.
بوژی ضمن توزیع یکنواخت وزن واگن روی خط باعث سهولت در گردش واگن هنگام عبور از قوس، ایمنی سیر، آسانی مبادله واگن بین راه‌آهن‌های با عرض خط مختلف، افزایش ظرفیت بارگیری واگن در بار محوری ثابت می‌شود.

## بوژی‌های ریلی
واژه هزارچرخ مصوبه فرهنگستان زبان فارسی است.